# Hollister (entreprise)
Pour les articles homonymes, voir HCO.
Hollister (aussi appelé Hollister Co. ou HCo.) est une marque de vêtements américaine détenue par la société Abercrombie & Fitch. Elle crée des vêtements mixtes inspirés de l'ambiance décontractée du Sud de la Californie, et du style « surfeur ». La société vend ses produits dans les boutiques, présentes essentiellement en Amérique du Nord ainsi qu'en Europe.

## Historique
Hollister a été créée en 2000 par Abercrombie & Fitch. Le premier magasin est ouvert la même année à Colombus dans l’Ohio. Selon l'entreprise, la marque fut fondée par JM Hollister, un itinérant américain qui créa la marque en 1922 en s'installant sur la côte californienne. Cette histoire est cependant inventée de toutes pièces, et fait partie du storytelling de la marque,.

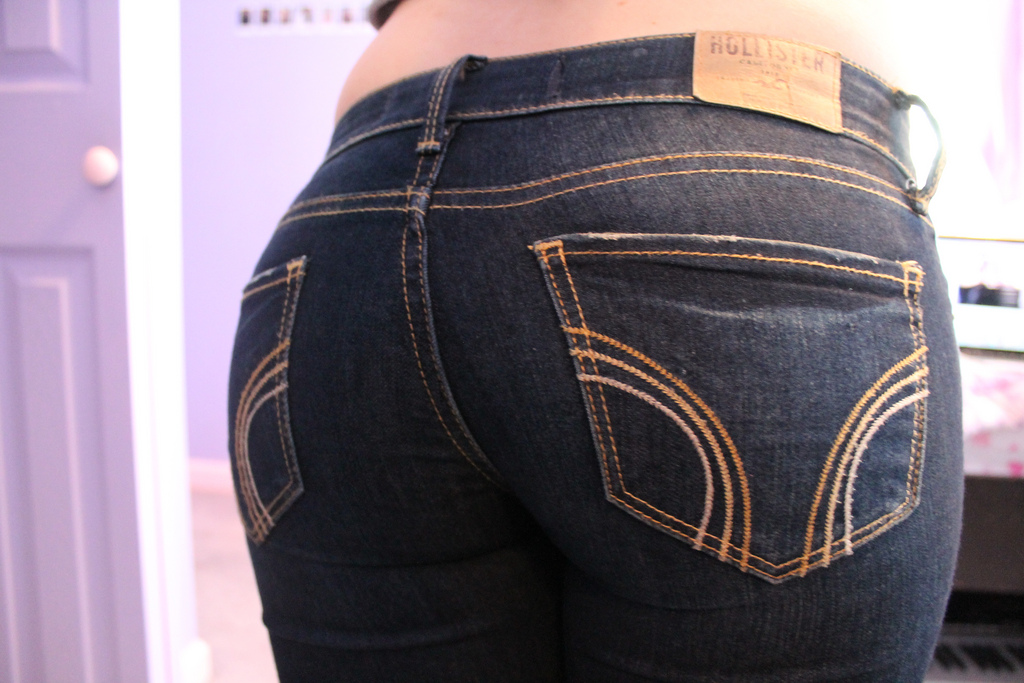
jeans Hollister

## Controverses
La marque a été condamnée à plusieurs reprises aux États-Unis et en Grande-Bretagne pour discrimination à l'embauche (discrimination religieuse notamment), également pour discrimination envers les personnes handicapées clientes des boutiques.
En France, les atteintes au droit du travail concernent la discrimination à l'embauche, des atteintes aux libertés individuelles, notamment dans la façon de se vêtir, ainsi que dans les relations humaines.

## Boutiques
De nombreuses boutiques sont ouvertes au Canada et aux États-Unis depuis 2000 comme celle dans le quartier de Soho, à New York en 2009. La marque s'implante en Europe à partir de 2010 en commençant par le Royaume-Uni puis l'Allemagne, l'Espagne, la France, l'Italie, l'Irlande, l'Autriche, la Suède, la Belgique, les Pays-Bas et la Pologne. Il y a également des boutiques à Hong Kong et en Chine. En 2011, la marque ouvre un premier magasin en France, à Sénart, en région parisienne.

## Autres

### Hollister en France
Les premières boutiques Hollister en France ont ouvert en 2011, dont principalement :
- Atlantis à Nantes, le 15 novembre 2012[7].
- Nicetoile à Nice, le 14 février 2013[8].
- Parly 2 au Chesnay, le 30 août 2013[9].
- Beaugrenelle à Paris, le 22 octobre 2013[10].
- Centre Alma à Rennes, le 23 octobre 2013[11].
- La Toison d'Or à Dijon, le 8 novembre 2013[12].
- Centre Jaude à Clermont-Ferrand, le 12 décembre 2013[13].
- Euralille à Lille, dans le Nord-Pas-de-Calais, le 12 décembre 2013[14].
- Westfield Les Quatre Temps à La Défense, le 29 juin 2020[15]